# Mihail Kogălniceanu (gmina Râmnicelu)
Mihail Kogălniceanu – wieś w Rumunii, w okręgu Braiła, w gminie Râmnicelu. W 2011 roku liczyła 233 mieszkańców.